# Qu’Appelle River
Der Qu’Appelle River [kəˈpɛl] ist ein kanadischer Fluss. Er fließt auf einer Länge von 430 km vom Stausee Lake Diefenbaker im südwestlichen Saskatchewan nach Osten und mündet in Manitoba in den Assiniboine River.
Der Qu’Appelle River durchfließt zahlreiche Seen, unter ihnen:
- Buffalo Pound Lake, nordwestlich von Regina, entstanden durch die Aufstauung des Qu'Appelle River 1956; der Stausee versorgt Regina, Moose Jaw, und die Kalium Chemicals Potash Mine bei Belle Plaine;
- die vier Fishing Lakes (Pasqua, Echo, Mission, und Katepwa) nordöstlich von Regina;
- weiter flussabwärts, nördlich von Grenfell und Broadview, Crooked Lake und Round Lake.